# Katharine Berkoff
Katharine Berkoff, född 28 januari 2001, är en amerikansk simmare. Hennes far, David Berkoff, är en tidigare olympisk guldmedaljör i simning.

## Karriär
I juni 2022 vid VM i Budapest tog Berkoff silver på 50 meter ryggsim.